# Rue Jules-Moulet
La rue Jules-Moulet  est une voie située dans le 6e arrondissement de Marseille. 

## Situation et accès
Elle va du boulevard André-Aune au boulevard Notre-Dame. 

## Origine du nom
La rue rend honneur à un résistant fusillé à Signes (Var). 

## Historique

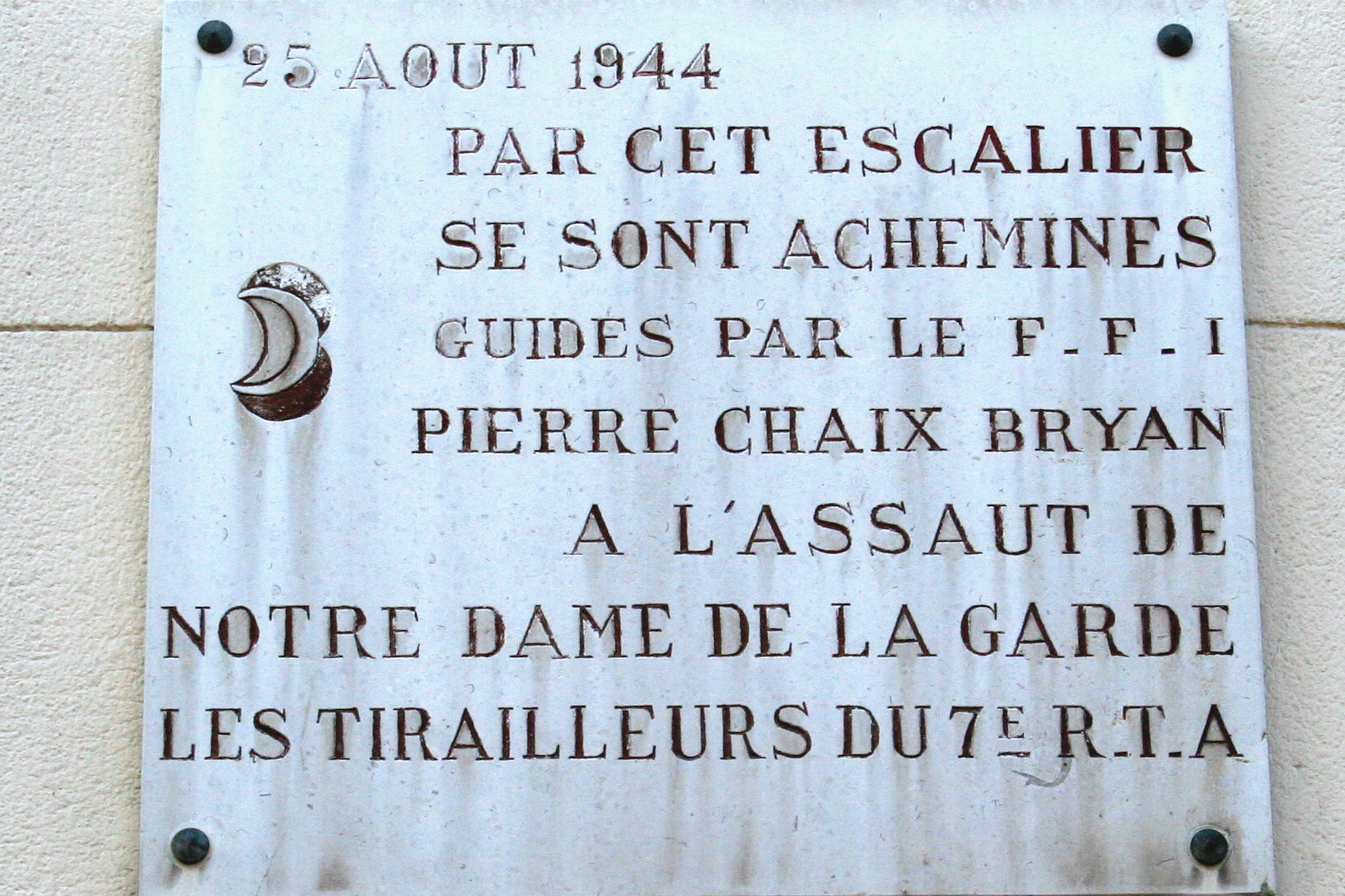
Plaque commémorative située au numéro 26 de la rue Jules-Moulet, rappelant l'assaut par les tirailleurs algériens donné le 25 août 1944 pour la délivrance de la basilique Notre-Dame de la Garde.

C'est par cette rue que le 25 août 1944 que les tirailleurs algériens ont lancé l'assaut pour libérer la basilique Notre-Dame-de-la-Garde.

## Bâtiments remarquables et lieux de mémoire
- la station basse du funiculaire de Notre-Dame-de-la-Garde se trouvait dans cette rue (en face de la rue Dragon)
- Au n° 26 a été posée une plaque rappelant que le 25 août 1944 les tirailleurs algériens ont pris d’assaut Notre-Dame de la Garde en partant de ce passage.